# Mémorial des partisans de la Garde populaire de Mordechaj Anielewicz à Varsovie
 (avril 2018).
Si vous disposez d'ouvrages ou d'articles de référence ou si vous connaissez des sites web de qualité traitant du thème abordé ici, merci de compléter l'article en donnant les références utiles à sa vérifiabilité et en les liant à la section « Notes et références ».
Le Mémorial des partisans de la Garde populaire de Mordechaj Anielewicz à Varsovie est le monument dans le cimetière juif (rue Okopowa) commémorant des insurgés du soulèvement du ghetto de Varsovie, qui ont été dénoncés aux Allemands et fusillés à Krawcowizna. 

## Caractéristiques
Le monument se trouve dans l’avenue principale du cimetière (tombe n°31, rangée n°3). Il se compose d’une grande pierre avec une plaque commémorative et trois rangées de quatre petites plaques de grès rouge. Sur les plaques, se trouvent les noms et les prénoms (ou les pseudonymes) des victimes : Adek Jankielewicz, Szmulek Juszkiewicz, Joel Junghajer, Józef Papier, Tola Rabinowicz, Michał Rozenfeld, Janek Szwarcfus, Chaim pseudonyme « Cyrenaika », N.N. pseudonyme « Edek », N.N. pseudonyme « Rachelka », N.N. pseudonyme « Rutka », N.N. pseudonyme « Stefan ».
Le monument est érigé sur la tombe des douze combattants juifs qui ont quitté la ville après la fin du soulèvement et se sont réfugiés dans la forêt près de Wyszków. Là, ils ont rejoint le groupe de Adam Szwarcfus (pl) (pseudonyme « Janek »), qui faisait partie de la Garde populaire de Mordechaj Anielewicz. En août 1943, ils ont détruit le transport ferroviaire allemand à Urle. Après cette opération, ils sont retournés à Krawcowizna où ils ont été cernés par les troupes allemandes amenées par un garde forestier. Seuls deux partisans ont survécu à la rafle. 
Après la guerre, le forestier a été condamné à mort. Les autres membres de la Garde populaire ont été tués dans les années 1943-1944, entre autres par les Forces armées nationales (pol. NSZ).